# キシメジ科
キシメジ科（Tricholomataceae）はハラタケ目のキノコの分類名。多くの属を含んでおり、マツタケ、ブナシメジ、しいたけ等、日本人になじみのあるキノコも含まれている。形は様々で、特に共通の特徴はない。

## 分類史
過去には"分類の墓場"とされており、すでに分類されていたテングタケ科、ハラタケ科、ヌメリガサ科、ウラベニガサ科、イッポンシメジ科に分類されておらず胞子の色が白色、黄色、桃色などのハラタケ目のキノコの属を含んでいた。
学名の"Tricholomataceae"はギリシャ語で毛を意味するtrichos(τριχος)と縁や境界を意味するloma (λωμα)からきているが、構成する種が全てこの特徴を持つわけではない。
Arnolds (1986)とBas (1990)はヌメリガサ科の属をこの科に置いたが、この分類は菌類分類学者の主流には採用されなかった(Young, 2003)。
分子系統学の登場はキシメジ科に属する単系統群の分類を大きく助けた。分子系統学からの証拠があってキシメジ科からの分離が提案された例がいくつかあったものの、これまではリンネの分類群というより分岐学で定義されていたが、2006年にキシメジ科からヒドナンギウム科(Hydnangiaceae)、シメジ科(Lyophyllaceae)、ホウライタケ科(Marasmiaceae)、クヌギタケ科(Mycenaceae)、ツキヨタケ科(Omphalotaceae)、タマバリタケ科(Physalacriaceae)、ヒラタケ科(Pleurotaceae)などを分離することが正式に公表された。
キシメジ科("Tricholomataceae")の名前は、将来下位分類が減らされ、キシメジ属(Tricholoma)とそれにごく近い属のみを含む単系統的な科に変わっていくとしても、キシメジ属とそれに近い関係を持つものを扱う際の名前として妥当性があると見られ維持されている。競合する名前からキシメジ科の名前を保持するために国際植物学会議は1988年と2006年の2度投票している(Redhead 2003, McNeill, et al. 2006)。この決定はキシメジ科からの新たな科の分離を無効にしてはおらず、単純にキシメジ科の名前を維持することを確認したものである(Young, 2002)。
ニュージャージー州のチューロン期の琥珀から発見された絶滅種であるArchaeomarasmiusは化石記録によって知られるハラタケ目の4つの属のうちの1つである。

## 属
広義の本科におけるおもな属にはハイイロシメジ属(Clitocybe)、ムラサキシメジ属(Lepista)、ザラミノシメジ属(Melanoleuca)、ヒダサカズキタケ属(Omphalina)、キシメジ属(Tricholoma)などが存在する。これらも含め78属1020種が存在している。
2024年の分類体系では、狭義の本科には以下の属が含まれる。
- Albomagister
- Dennisiomyces
- Dermoloma
- Corneriella
- Leucopaxillus オオイチョウタケ属
- Porpoloma sensu stricto
- Pseudobaeospora
- Pseudotricholoma
- Tricholoma キシメジ属

## 参考画像

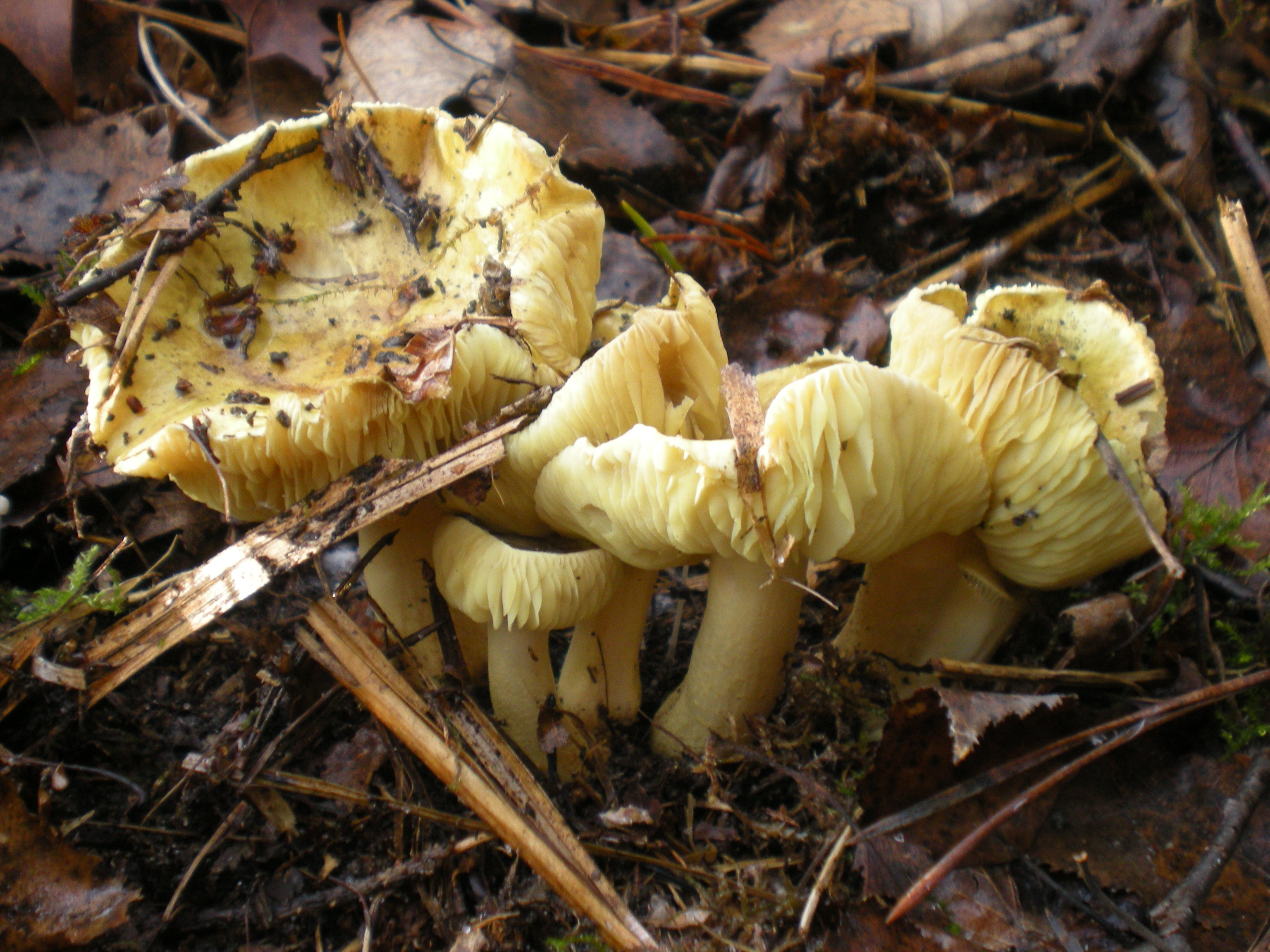
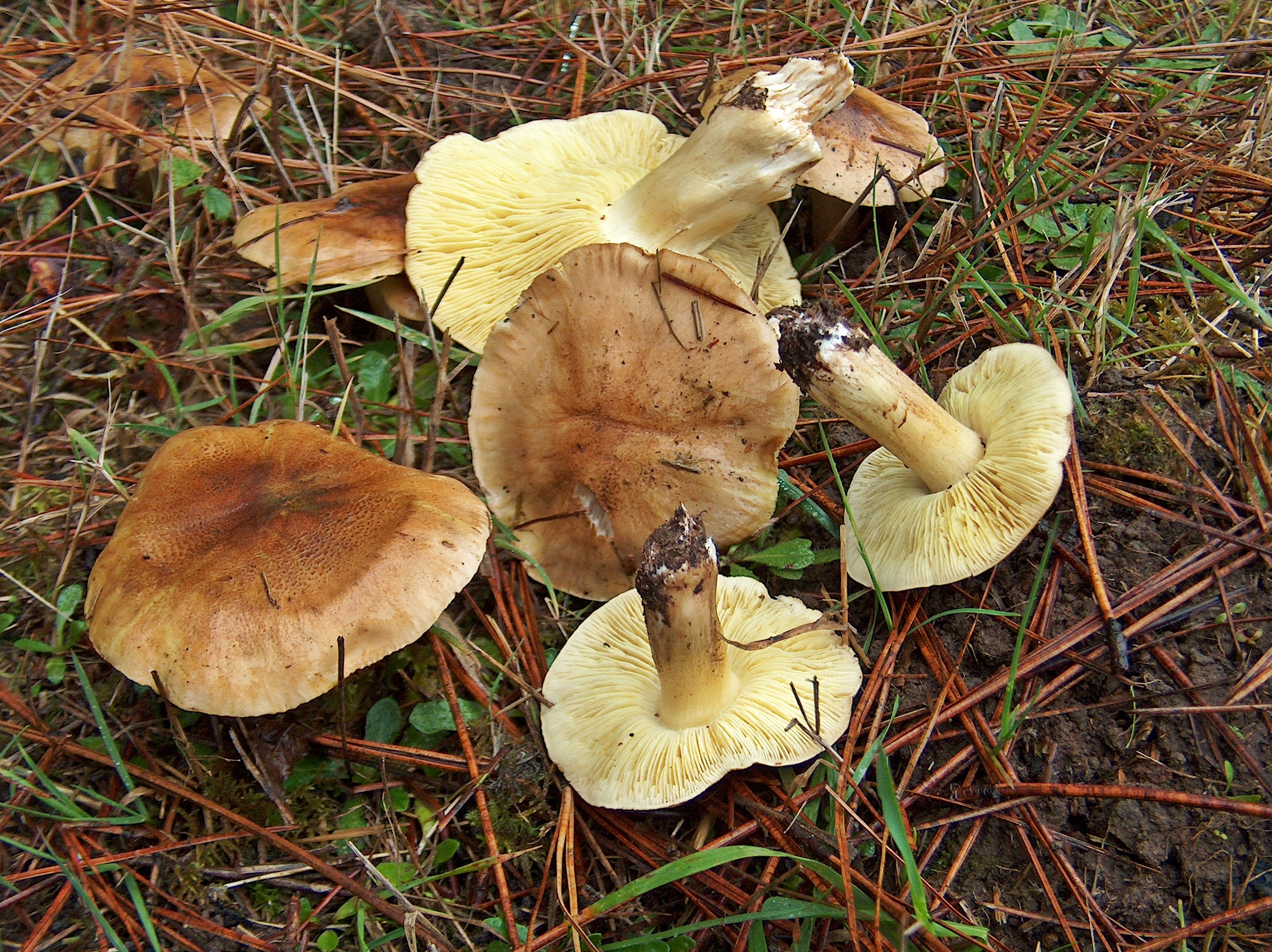